# El burgués gentilhombre (Strauss)

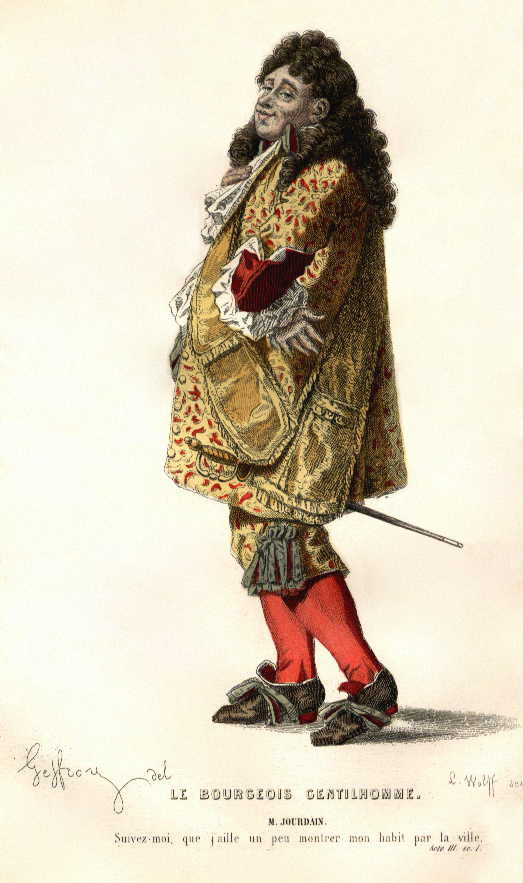
Le Bourgeois Gentilhomme, el personaje principal de la obra de Molière. En "Diseños de vestuario victorianos para las obras de Moliere", que recopila escaneos de diseños de vestuario del.

El burgués gentilhombre o Le Bourgeois gentilhomme, op. 60, es una suite orquestal escrita por Richard Strauss entre 1911 y 1917.
La idea original de Hugo von Hofmannsthal, libretista de Strauss, tras el éxito de su colaboración en Der Rosenkavalier en 1911, fue revivir la obra de Molière de 1670, del mismo título, El burgués gentilhombre, simplificando la trama, introduciendo una compañía de comedia del arte, añadiendo algo de música incidental y concluyendo con una ópera en un acto, Ariadne auf Naxos.
La fórmula, estrenada en 1912 en Stuttgart, dejando la obra teatral en su forma original, pero sustituyendo la mascarada turca por la representación de una ópera de contenido clásico, fracasó por su excesiva duración y sus costes de montaje, por la necesidad de disponer de una compañía de actores y otra compañía de ópera. Puestos a trabajar en la separación de las dos obras, se escribió un prólogo cantado a la ópera para explicar la presencia de los comediantes y se trasladó el argumento de París a Viena. La ópera, revisada y ya independiente, se estrenó en el Hofoper de Viena en 1916.
El burgués gentilhombre también fue readaptada siguiendo más cercanamente la obra original de Molière, incluyendo música incidental adicional en 1917 y creando una suite orquestal. El estreno de la suite, bajo su dirección tuvo lugar el 31 de enero de 1920.

## Obra
La obra dura alrededor de 36 minutos y consta de 9 partes:
1. Obertura al acto I
2. Minueto de M. Jourdain
3. El maestro de esgrima
4. Entrada y danza del sastre
5. El minueto de Lully
6. Courante
7. Entrada de Cléonte
8. Preludio al acto II (Intermezzo)
9. La cena

Fueron omitidos finalmente dos movimientos adicionales escritos para la versión de 1917, un ballet de sílfides y otro de turcos.
Su música es inusual entre las obras de Strauss, un neoclásico. Strauss le dio un cierto sabor barroco. Las partes 5-7 están basadas en aires de Jean-Baptiste Lully de la música del Molière original, entre ellas, el famoso minueto.